# Division (álbum de 10 Years)
Division es el cuarto álbum de estudio de la banda estadounidense 10 Years. Fue publicado el 5 de agosto de 2008 por Republic Records.  El primer sencillo fue "Beautiful". Se ha vendido hasta ahora más de 250.000 copias en los E.U.

## Lista de canciones
| N.º | Título | Duración |  |
| 1.  | «Actions & Motives» | 3:23     |  |
| 2.  | «Just Can't Win» | 3:35     |  |
| 3.  | «Beautiful» | 3:17     |  |
| 4.  | «11:00 AM (Daydreamer)» | 5:09     |  |
| 5.  | «Dying Youth» | 3:50     |  |
| 6.  | «Russian Roulette» | 3:49     |  |
| 7.  | «Focus» | 3:13     |  |
| 8.  | «Drug of Choice» | 3:38     |  |
| 9.  | «Picture Perfect (In Your Eyes)» ("Picture Perfect (In Your Eyes)" termina a las 3:32 pero se logró con la pista oculta: "Planets 2" (3:32–6:20)) | 6:20     |  |
| 10. | «All Your Lies» | 3:46     |  |
| 11. | «So Long, Good-bye» | 3:43     |  |
| 12. | «Alabama» | 3:54     |  |
| 13. | «Proud of You» | 5:51     |  |

Bonus Track
| Best Buy Exclusive Bonus Tracks |                       |          |  |
| N.º                             | Título                | Duración |  |
| 14.                             | «Scream at the Walls» | 4:06     |  |
| 15.                             | «Cycle of Life»       | 3:59     |  |

## Personal
- Jesse Hasek - Voz
- Ryan "Tater" Johnson - Guitarra
- Matt Wantland - Guitarra
- Lewis "Big Lew" Cosby - Bajo
- Brian Vodinh - Batería

- Datos: Q946833